# Vírgenes del Sol (canción)
«Vírgenes del Sol» es una danza tradicional peruana compuesta por Jorge Bravo de Rueda a principios del siglo XX.
Está catalogada dentro del tipo "fox incaico" (denominado también a veces como jazz incaico).
El 10 de junio del 2009, en el diario oficial El Peruano, se publicó mediante resolución Directoral Nacional N.- 755/INC con fecha 27 de mayo del 2009 la declaración de esta canción como Patrimonio Cultural de la Nación, trámites iniciados gracias a las autoridades de la ciudad de Chancay, tierra natal de su compositor.
En su obra, Bravo describe la grandeza del imperio incaico con su dios principal, el Sol o Inti, el inca como jefe supremo y las acllas, que vienen a ser el tema principal de su obra.

## Versiones

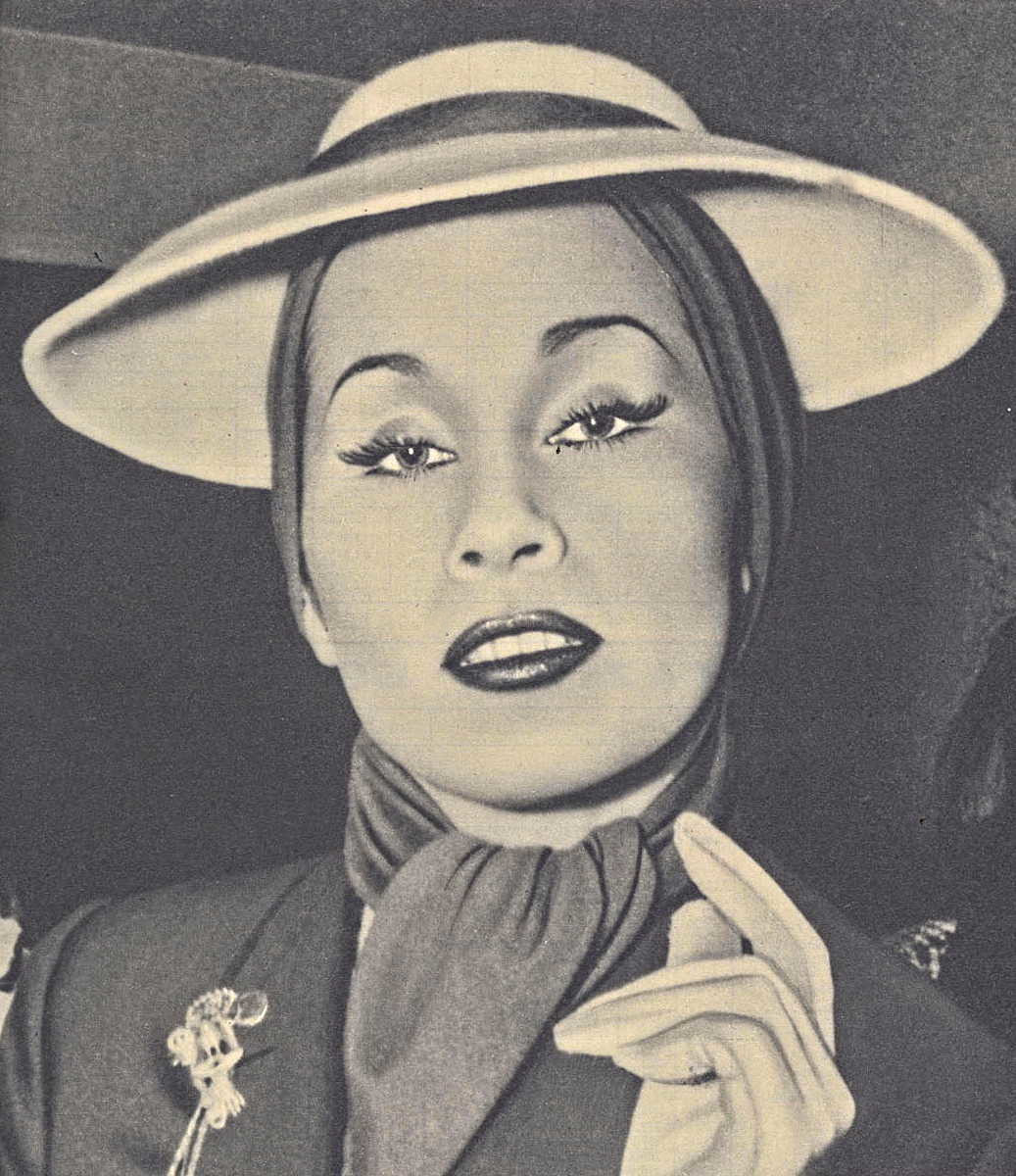
La soprano peruana Yma Súmac fue quien hizo mundialmente famosa esta canción.

La cantante peruana Yma Súmac, fallecida en el 2008, grabó Vírgenes del Sol, primero como sencillo con Odeón en Argentina (1943) y luego en Estados Unidos (1959) para su último álbum con Cápitol Récords, «Fuego Del Ande», lo cual popularizó aún más la canción. Desde entonces interpretó la melodía en diversos escenarios del mundo convirtiéndose así en parte del repertorio de cantantes renombrados.